# Marie-Laure Brunet
Marie-Laure Brunet (Lannemezan (Hautes-Pyrénées), 20 november 1988) is een Franse biatlete. Ze vertegenwoordigde haar vaderland op de Olympische Winterspelen 2010 in Vancouver.

## Carrière
Bij haar wereldbekerdebuut, in november 2007 in Kontiolahti, scoorde Brunet direct haar eerste wereldbekerpunten. Op de wereldkampioenschappen biatlon 2008 in Östersund eindigde de Française als dertigste op de sprint en als zesentwintigste op de achtervolging, samen met Delphyne Peretto, Sylvie Becaert en Sandrine Bailly sleepte ze de bronzen medaille in de wacht op de 4x6 kilometer estafette. Enkele weken na de wereldkampioenschappen behaalde ze in Pyeongchang haar eerste toptienklasseringen. In Pyeongchang nam de Française deel aan de wereldkampioenschappen biatlon 2009, op dit toernooi waren haar beste klasseringen een zevende plaats op de achtervolging en een achtste plaats in de massastart wedstrijd. Op de 4x6 kilometer estafette legde ze samen met Sylvie Becaert, Marie Dorin en Sandrine Bailly beslag op de bronzen medaille, op de gemengde estafette veroverde ze samen met Sylvie Becaert, Vincent Defrasne en Simon Fourcade de wereldtitel. Aan het eind van het seizoen stond Brunet voor de eerste maal in haar carrière op het podium van een wereldbekerwedstrijd. Tijdens de Olympische Winterspelen van 2010 in Vancouver eindigde de Française als zesde op de sprint, in de daaropvolgende achtervolgingswedstrijd sleepte ze de bronzen medaille in de wacht. Samen met Sylvie Becaert, Marie Dorin en Sandrine Bailly veroverde ze de zilveren medaille op de estafette. Op de wereldkampioenschappen biatlon 2010 in Chanty-Mansiejsk eindigde ze samen met Sandrine Bailly, Simon Fourcade en Martin Fourcade als vijfde op de gemengde estafette. Een jaar later won ze op de wereldkampioenschappen met de vrouwenestafette zilver en met de gemengde estafette brons.

## Resultaten

### Olympische Spelen
| Jaar | Plaats    | Resultaten                                                                                                 |
| ---- | --------- | --- |
| 2010 | Vancouver | 12e 15 km individueel · 6e 7,5 km sprint · 10 km achtervolging · 15e 12,5 km massastart · 4x6 km estafette |

### Wereldkampioenschappen
| Jaar | Plaats           | Resultaten |
| ---- | ---------------- | --- |
| 2008 | Östersund        | 30e 7,5 km sprint · 26e 10 km achtervolging · 4x6 km estafette                                                                      |
| 2009 | Pyeongchang      | 15e 15 km individueel · 52e 7,5 km sprint · 7e 10 km achtervolging · 8e 12,5 km massastart · 4x6 km estafette · gemengde estafette  |
| 2010 | Chanty-Mansiejsk | 5e gemengde estafette |
| 2011 | Chanty-Mansiejsk | DNF 15 km individueel · 44e 7,5 km sprint · DNS 10 km achtervolging · 9e 12,5 km massastart · 4x6 km estafette · gemengde estafette |

### Wereldbeker
Eindklasseringen
| Seizoen   | Algemeen | Individueel | Sprint | Achtervolging | Massastart |
| --------- | -------- | ----------- | ------ | ------------- | ---------- |
| 2007/2008 | 33e      |             |        |               |            |
| 2008/2009 | 16e      |             |        |               |            |
| 2009/2010 | 9e       |             |        |               |            |